# Charlotte Forman
Charlotte Forman (1715-1787) est une journaliste, traductrice, essayiste politique et militante. Entre 1756 et 1780, elle a écrit des essais politiques et des nouvelles de l'étranger pour de nombreux journaux sous divers pseudonymes, notamment Probus (dans le Gazetteer et le Public Ledger). Inconnue de son vivant, la carrière de Forman a pris de l'importance ces dernières années car elle était l'une des rares femmes de l'époque à avoir écrit des essais sur des sujets considérés comme masculins (politique et commerce).
Les essais et écrits qui peuvent lui être attribués ont été décrits comme érudits et moralisants et, en raison des attitudes sexistes à l'égard des femmes qui prévalaient à l'époque, ont été considérés comme ayant été écrits par un homme.

## Jeunesse
Forman était l'un des cinq enfants de Charles Forman, un jacobite irlandais et pamphlétaire, et de sa femme Mary. Pendant le soulèvement jacobite de 1715, son père (un commis du bureau de guerre anglais) a fui en France après avoir retardé l'envoi d'ordres au général anglais Charles Wills, qui combattait les Jacobites. Par conséquent, il y a une ambiguïté quant à savoir si Charlotte est née en Angleterre ou en France, bien qu'elle ait écrit plus tard qu'elle avait eu des abeilles «nourries au palais du Trianon » en France. Elle a cependant vécu à Londres pour la plupart de sa vie dans l'extrême pauvreté et est allée dans la prison des débiteurs pendant une courte période en 1767.

## Carrière d'écriture
Forman était inconnue de son vivant, mais ces dernières années[Quand ?], sa carrière a acquis une signification car elle était l'une des rares femmes de l'époque à avoir écrit des essais sur des sujets stéréotypés masculins. Forman a écrit un certain nombre d'essais politiques pour le Gazetteer et le London Daily Advertiser entre 1756 et 1760, puis continué dans le Public Ledger en 1760. Les deux journaux étaient destinés aux marchands, commerçants et commerçants de Londres., et contenait des informations relatives au commerce international, telles que des nouvelles d'expédition et des offres de produits de gros et de détail. Forman a écrit un certain nombre de lettres «à l'imprimeur» en tant que correspondant régulier.
Les essais de Forman dans le Gazetteer et le Public Ledger, tous signés sous le pseudonyme Probus, ont été écrits dans les mois précédant et pendant la guerre de Sept Ans . Un grand nombre (environ 200) des essais qui ont survécu commentent l'actualité diplomatique, offrant un contexte historique pertinent pour comprendre les intérêts des nations en lice, peser la crédibilité de divers reportages et analyser les intérêts de l'Angleterre, de la Prusse, de la France et des Pays-Bas, Autriche, Russie, Espagne, Suède et Danemark. Elle a constamment soutenu l'effort de guerre anglais, rassure les lecteurs sur le fait que l'Angleterre a la capacité de vaincre la France, défend Frédéric le Grand et William Pitt l'Ancien des critiques et plaide contre une paix prématurée qui ferait des concessions inutiles à la France.
Sa correspondance fréquente avec le satiriste et politicien radical John Wilkes a été décrite comme fournissant aux lecteurs modernes «des preuves graphiques des luttes d'une femme indépendante au 18e siècle essayant de se soutenir en écrivant». Elle s'est décrite comme une journalière littéraire.
On ne sait pas qu'elle a publié quoi que ce soit sous son propre nom, bien qu'il y ait presque certainement de nombreux ouvrages publiés de manière anonyme qui ne peuvent pas être attribués aujourd'hui.